# Pionierklippe

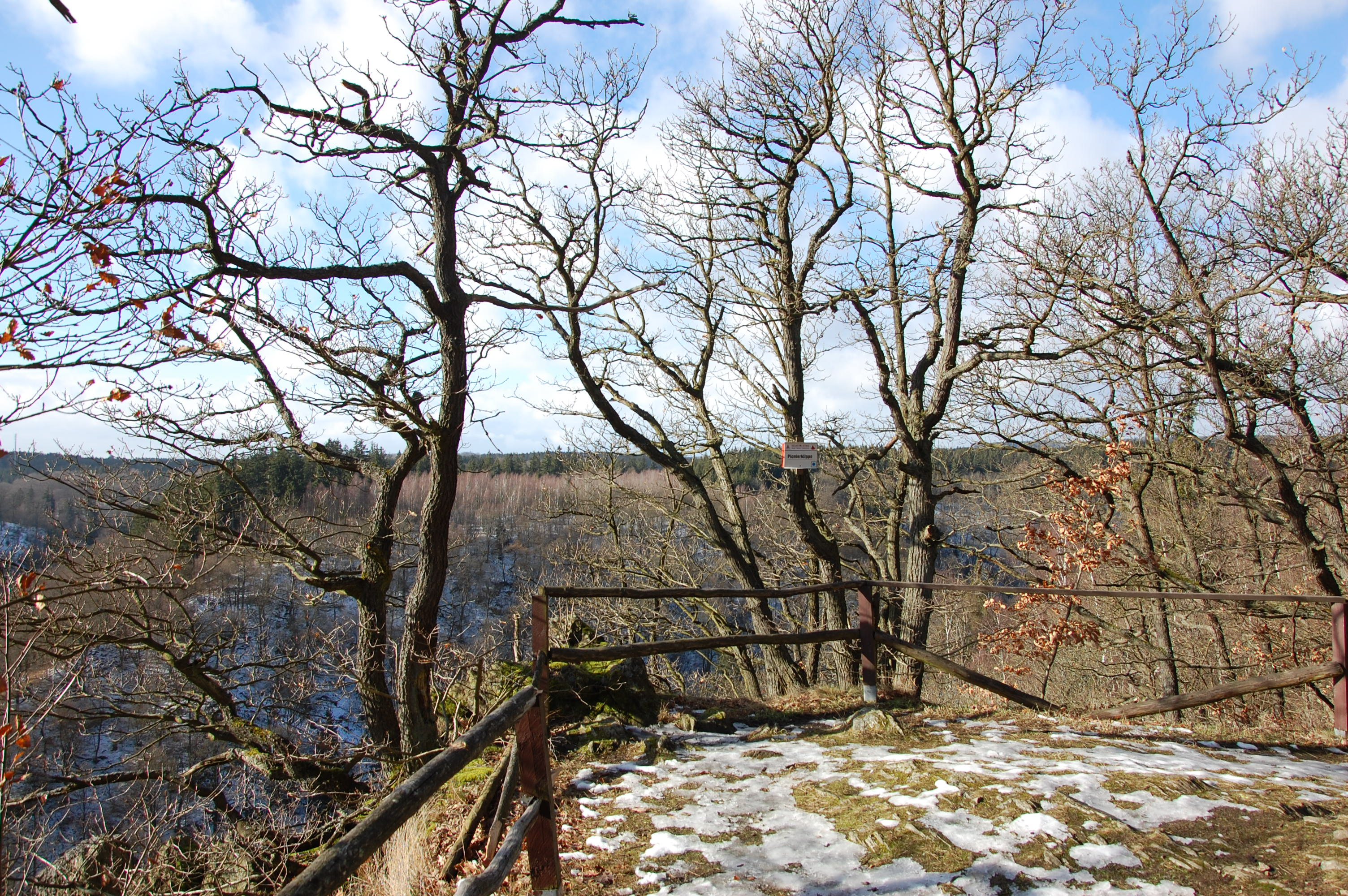
Blick von der Pionierklippe

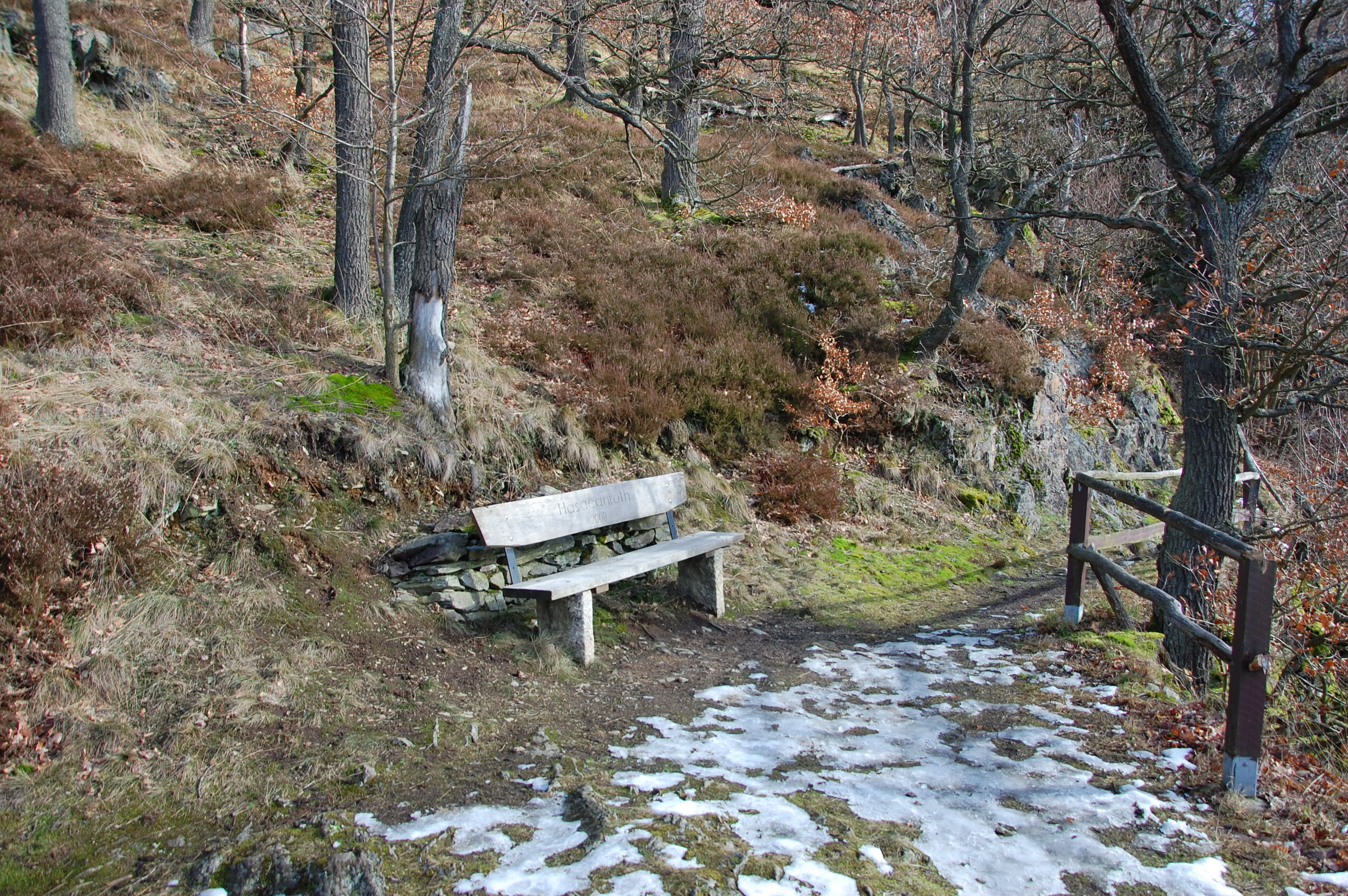
Bank auf der Pionierklippe

Die Pionierklippe ist eine Felsformation im Harz in Sachsen-Anhalt.
Die Harzklippe befindet sich rechtsseitig hoch über dem Selketal. Durch die Klippe verläuft der Pioniersteig als Teil des Selketalstiegs von Alexisbad nach Mägdesprung. Unmittelbar südlich der Klippe besteht der Pioniertunnel, etwas weiter nördlich die Teufelsklippe.
Die Pionierklippe ist als Aussichtspunkt mit einer Sitzbank eingerichtet und mit Geländern gesichert. Von hier aus besteht ein Ausblick über das Selketal und die angrenzenden Berge. Der Name der Klippe geht auf das Magdeburgische Pionier-Bataillon Nr. 4 zurück, dass im Jahr 1900 den benachbarten Pioniertunnel anlegte.